# Badme
Badme är en omstridd ort på gränsen mellan Etiopien och Eritrea. Disputen ledde fram till eritreansk-etiopiska kriget, som inleddes 1998. I den sista och bindande EEBC (Eritrea-Ethiopia Border Commission) tilldelades staden Badme officiellt till Eritrea. Tvärtom förblev den ockuperad av etiopiska regeringen tills fredsavtalet mellan Eritrea och Etiopien 2018. Vid den etiopiska folkräkningen 2007 redovisades Badme som en landsbygdspräglad administrativ enhet (kebele) inom distriktet Tahtay Adiyabo i regionen Tigray och hade då totalt 3 743 invånare. Eritrea anser att Badme hör till Gash-Barkaregionen.